# Церетели, Павел Александрович
Па́вел Алекса́ндрович Церете́ли (груз. პავლე ალექსანდრეს ძე წერეთელი; сентябрь 1904, Сачхери, Российская империя — 1980-е, Тбилиси, Грузинская ССР, СССР) — советский и грузинский редактор, сценарист и экономист.

## Биография
Родился в сентябре 1904 года в Сачхери. В 1919 году поступил на экономический факультет Тбилисского государственного университета, который он окончил в 1924 году. С 1928 по 1937 работал в должности экономиста в различных учреждениях. В 1937 году был принят на работу в Театр имени Шота Руставели, где он был назначен на должность заведующего музеем, впоследствии занимал должность редактора сценарного отдела Министерства кинематографии Грузинской ССР (1945—47), затем — на киностудии Грузия-фильм, одновременно с этим написал ряд сценариев к мультипликационному кинематографу, а также многих статей по вопросам литературы и искусства. В кино выступал также в качестве консультанта ряда фильмов. Жил и работал в Тбилиси по адресу Улица Чхеидзе, 23.
Скончался в середине 1980-х годов в Тбилиси.

## Фильмография

### Сценарист
- 1954 — Мзечабуки
- 1958 — 
  - Бездельницца
  - Обманщик лис

## Членство в обществах
- Член Союза кинематографистов Грузинской ССР.